# Degustazione
Per degustazione si intende generalmente un procedimento di  valutazione organolettica di un alimento (come ad esempio i formaggi, l'olio d'oliva, il vino, la birra, i salumi, il caffè, il tè, ecc.) e cioè la valutazione sensoriale: l'aspetto visivo, l'odore, l'aroma, il sapore, la consistenza, il suono (quando applicabile).
Un evento di degustazione è inteso come gratuito, a meno che non sia indicato diversamente, e può essere rivolto a tecnici specialisti o ad un pubblico generico interessato ad ampliare la propria cultura alimentare.

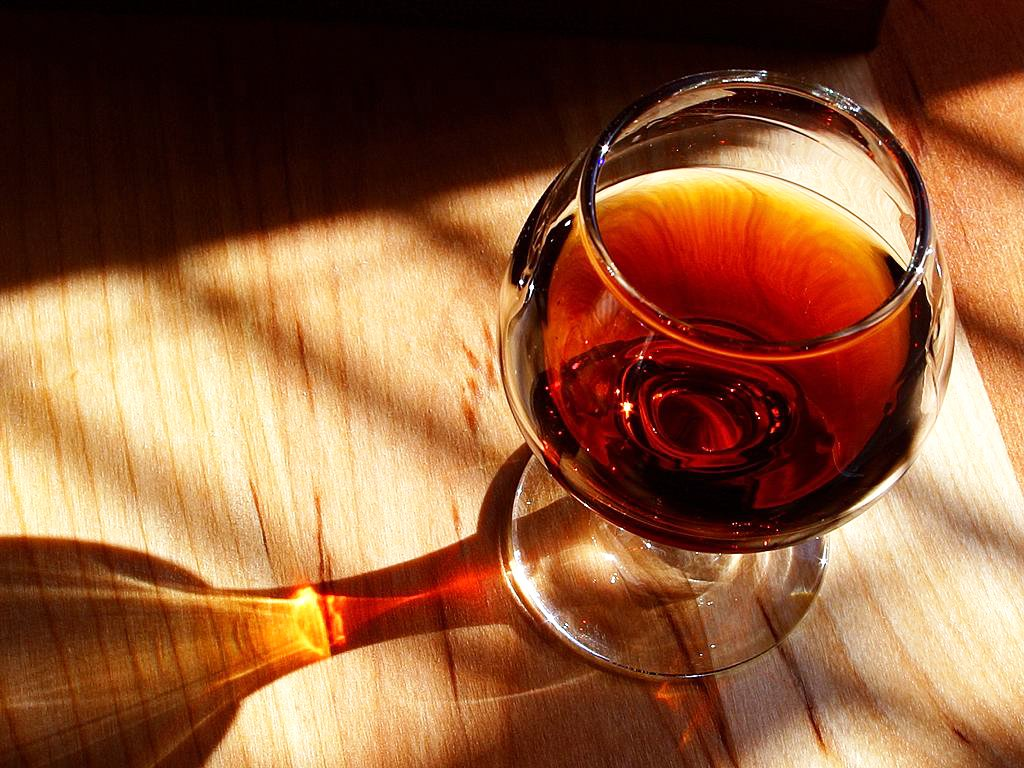
Vino in coppa da degustazione

Il termine degustazione è utilizzato in ambito enologico ove è spesso inteso come un procedimento tecnico finalizzato a determinare in maniera per quanto possibile oggettiva le caratteristiche organolettiche di un vino, a valutarne la qualità ovvero a stabilirne gli eventuali difetti. Simile procedimento è usato per altre tipologie di prodotto (vedi sopra) ove esista una metodica codificata (es. associazione di assaggio specifica).
Affinché la degustazione possa fornire risultati confrontabili tra loro, anche se eseguita su prodotti diversi in tempi diversi da diversi valutatori, è necessario stabilire i parametri da valutare, le regole per valutare i singoli parametri e la scala di valori da attribuire ad ogni parametro.
Nel tempo e in tutto il mondo, associazioni dedicate, centri di ricerca legate al mondo accademico, consorzi di tutela o altre organizzazioni di rappresentanza degli operatori di settore, laboratori del mondo alimentare, riviste e circoli culturali, semplici appassionati hanno creato specifiche metodologie di degustazione di un determinato prodotto; quelle del mondo vitinicolo sono certamente le più antiche e consolidate.
La degustazione non va confusa con l'analisi sensoriale.